# Faisalmoskén
Faisalmoskén (urdu: فیصل مسجد, Faisal Masjid) i Islamabad, Pakistan, är en av de största moskéerna i världen (ibland listad som den fjärde största). Det är en populär moské i den islamiska världen, välkänd både för sin storlek och sin arkitektur. I dess centrala del finns tresidig gudstjänstlokal som kan rymma 10 000 deltagare och i omkringliggande lokaler och på gården kan ytterligare 200 000 rymmas.
Initiativet till byggandet av moskén kom år 1966, när den dåvarande Kung Faisal bin Abdul Aziz av Saudiarabien föreslog det under ett besök i Islamabad. År 1969 hölls en internationell tävling, till vilken arkitekter från 17 länder bidrog med 43 förslag. Efter fyra dagars överläggning valdes den turkiske arkitekten Vedat Dalokays design, som har formen av ett beduintält. Konstruktionen av moskén startades 1976 av National Construction från Pakistan, och kostade över 130 miljoner saudiska riyaler. Bygget stod klart 1986.

## Galleri

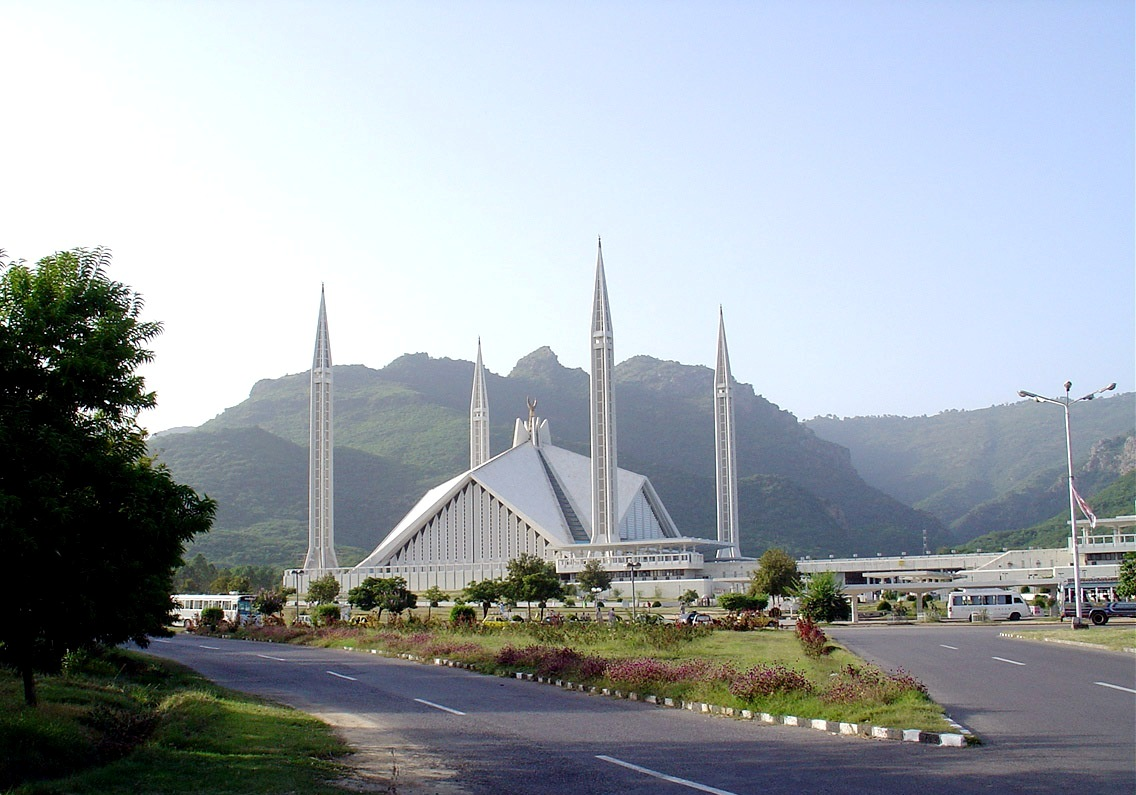
Vägar som leder till moskén.
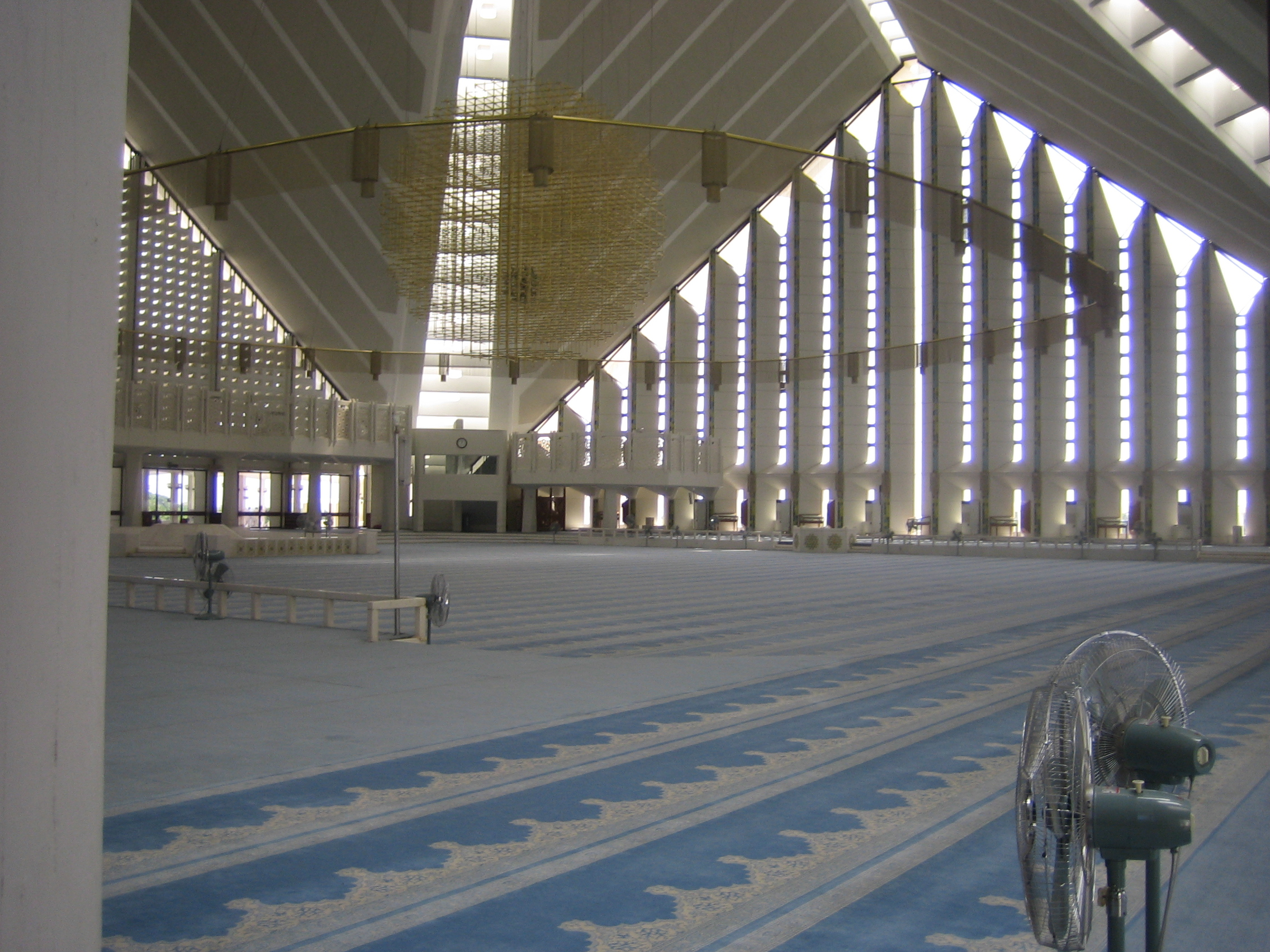
Moskéns interiör.
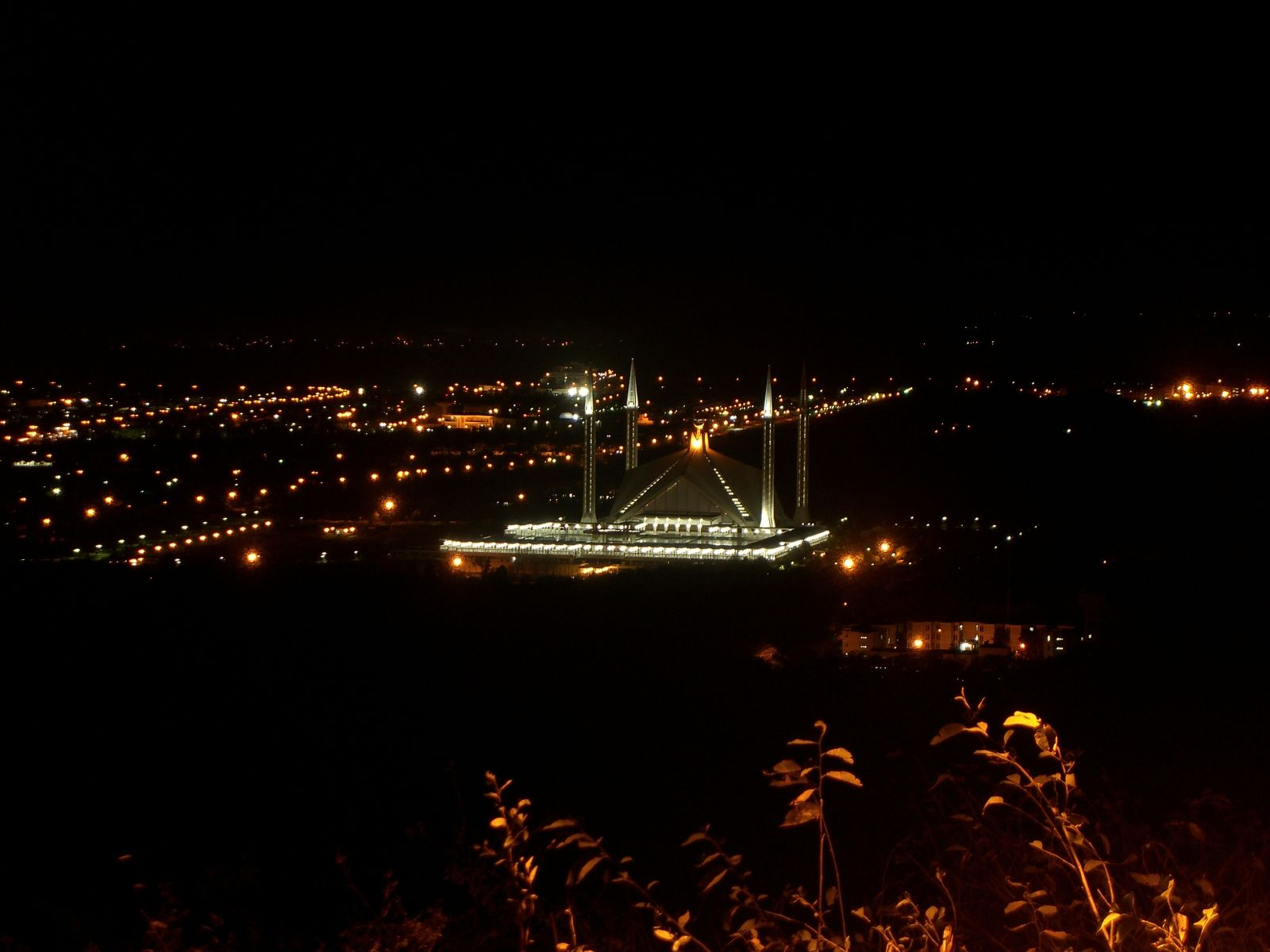
Faisal Masjid, en natt i Islamabad.